# Jolanta (opera)
Opera Jolanta (rusky: Иоланта), opus 69, je poslední z operních děl ruského hudebního skladatele Petra Iljiče Čajkovského z roku 1891. Lyrická opera o jednom dějství na libreto skladatelova bratra Modesta Iljiče Čajkovského měla premiéru 6. (podle gregoriánského kalendáře 18.) prosince 1892 v Petrohradě.

## Vznik libreta
Podkladem pro libreto opery, které napsal dramatik a operní libretista Modest Iljič Čajkovskij, se stala adaptace divadelní hry ve verších Kong Renés Datter (Dcera krále Reného) od dánského básníka Henrika Hertze podle Hanse Christiana Andersena. Inspirována byla skutečnými historickými postavami. Princezna Jolanda Lotrinská (1428–1483) byla dcerou krále Reného I. z Anjou (1409–1480) a Izabely Lotrinské (1400–1453). V roce 1445 se provdala za svého bratrance Bedřicha II., hraběte z Vaudémontu (cca 1428–1470).
Princeznina slepota, která je důležitým, romantizujícím prvkem děje hry i opery, není v žádných historických pramenech uváděna či potvrzena. Autorem adaptace divadelní hry byl Vladimir Zotov.

## Charakteristika díla
K příběhu o nevidomé královské dceři, která nic neví o světě vidoucích, zkomponoval Čajkovskij jemnou, symfonicky laděnou hudbu
Opera je koncipována stylem hudebního dramatu, v němž lyrické partie mají ráz citlivých a výrazných meditací. Libreto je podkladem k rozvedení ústřední myšlenky „silná vůle člověka je nejmocnější hnací silou“, jak dramaticky, tak i hudebně. V partituře Jolanty přináší Čajkovskij bohatství své zpěvnosti s impresionistickými prvky.

## Uvedení
Opera Jolanta měla premiéru 6. 12. 1892 v Mariinském divadle v Petrohradu, podle přání autora, spolu s jeho baletem Louskáček, pod taktovkou dirigenta Eduarda Nápravníka. 3. 1. 1893 byla opera uvedena v Hamburku a 22.3. 1900 ve Vídni. Obě tato představení dirigoval Gustav Mahler. Ve Velkém divadle v Moskvě byla uvedena 2 aktová verze opery 14. 6. 1997. V roce 1997 a 2011 byla opera uvedena v USA v roce 2013 zaniklém divadle Dicapo Opera Theatre.
Poprvé v Metropolitní opeře v New Yorku byla uvedena 29. 1. 2015 spolu s operou Modrovousův hrad maďarského skladatele Bély Bartóka. V titulní roli Jolanty se představila pěvkyně Anna Netrebko. Režisér a uměleckéhý ředitel varšavské Polské národní opery Mariusz Treliński pojal iscenaci dvou jednoaktovek jako psychologickou sondu do duše člověka, kde se skrývají i tajné touhy ovládat druhé a manipulovat s nimi. Dirigentem byl Valerij Gergijev.
Přímý přenos z Metropolitní opery byl zaznamenán také jako HD film (v rámci projektu Přidáváme) a je uváděn v kinech v ruském a maďarském provedení
s anglickými a českými titulky.
Premiéra opery v pražském Národním divadle se konala v říjnu 2015, 22. (1. premiéra) a 23. (2. premiéra). V roli Jolanty se představily pěvkyně Veronika Dzhioeva a Dana Burešová. Opera Jolanta byla uvedena spolu s
operou Igora Stravinského Slavík v hudebním nastudování britského dirigenta Jana Latham-Koeniga a v režii Dominika Beneše.

## Osoby
| René, král Provence                      | bas                               |
| Jolanta, jeho slepá dcera                | soprán                            |
| Robert, vévoda burgundský                | baryton                           |
| hrabě Vaudémont                          | tenor nebo baryton                |
| Ibn-Hakia, maurský lékař                 | baryton nebo bas                  |
| Alméric, zbrojnoš krále                  | tenor                             |
| Bertrand, kastelán                       | bas nebo baryton                  |
| Marta, Bertrandova žena, Jolantina chůva | kontraalt nebo mezzosoprán či alt |
| Brigitta a Laura, Jolantiny přítelkyně   | soprán nebo mezzosoprán           |

## Děj opery
Místo: zámek v horách jižní Francie (Provence)
Čas: polovina 15. století
Princezna Jolanta, která se narodila slepá, vyrůstá na zámku vysoko v horách, obklopená péčí svých pěstounů a zámeckého služebnictva. Netuší, že je slepá, ani že je princezna. Její otec, král René, ji svěřil do péče kastelána Bertranda a jeho ženy Marty, kteří mají přísný zákaz prozradit jeho dceři i komukoliv jinému, že jeho dcera nevidí. Jolanta si tak myslí, že všichni kolem ní žijí stejným způsobem jako ona a svět vnímají jen prostřednictvím svých představ. Se svým životem je spokojená a nejraději pobývá v zámecké zahradě, kde kvetou růže a roste ovoce. Někdy ale pociťuje smutek a nejasnou touhu po něčem nepoznaném. O její slepotě neví ani Robert, burgundský vévoda, kterému je Jolanta od mládí zaslíbena jako budoucí manželka.
Když zrovna usne v zahradě, oznamuje zbrojnoš Alméric příchod jejího otce, který je pro ni jen pouhým rytířem. Ten s sebou přivádí i maurského lékaře, který se má pokusit vrátit Jolantě zrak, dříve než dojde ke svatbě s vévodou Robertem. Když ji lékař prohlédne, dojde k závěru, že Jolantu může uzdravit, ale jen když se dozví o své slepotě a sama projeví opravdovou touhu vidět.
Potom se i s králem vzdálí a Jolanta zůstane v zahradě, kam i přes přísný zákaz na bráně, proniknou zatím dva muži. Je to vévoda Robert, který chce požádat krále, aby zrušil jeho zasnoubení s Jolantou, protože již dlouho miluje jinou ženu. Doprovází ho jeho přítel rytíř Vaudémont. Oba se seznámí s Jolantou a zatím co Robert odchází pro své zbrojnoše, jeho přítel Vaudémont je princeznou okouzlen a brzy pozná, že je slepá. Snaží se jí vysvětlit, že svět kolem ní je plný krás, ale princezna je spokojená tak, jak žije.
Když se král vrátí a zjistí že Vaudémont prozradil princezně, že nevidí, je rád, že je splněna jedna z lékařových podmínek. Aby byla splněna i ta druhá, prohlásí před Jolantou, že pokud se lékařův pokus o navrácení zraku nezdaří, Vaudémont bude zabit. Princezna si nepřeje smrt muže, který s ní tak něžně hovořil, a proto si z celé duše začne přát, aby viděla. Rytíř se mezitím vyznává králi z lásky k Jolantě, ale je králem odmítnut s tím, že Jolanta je již zasnoubena s vévodou Robertem.
Když dorazí Robert se svými zbrojnoši a zastihne krále, žádá ho o zrušení zasnoubení. Lékaři se s pomocí Jolantiny vůle podaří vrátit jí zrak a šťastný král ruší zasnoubení s Robertem a dává její ruku Vaudémontovi.
Princeznin první pocit z navrácení zraku je rozčarování z neznámého světa a jí blízkých lidí, které si představovala jinak. Stále více ji ale naplňuje pocit štěstí, že zachránila život muži, který jí otevřel srdce. Jejich svatbě nestojí již nic v cestě.

## Nahrávky
- 1984 Galina Višněvskaja (Iolanta), Nicolai Gedda (Vaudémont), Walton Gronroos (Robert), Tom Krause (Ibn-Hakia), Dimiter Petkov (René), James Anderson (Alméric), Fernand Dumont (Bertrand), Viorica Cortez (Marta), Tania Gedda (Brigitta). Groupe Vocal de France & Orchestre de Paris, dirigent Mstislav Rostropovič, Erato 75207
- 1996 Galina Gorchakova (Iolanta), Sergei Alexashkin (René), Gegham Grigoryan (Vaudémont), Dmitri Hvorostovsky (Robert), Orchestr a sbor Mariinského divadla, dirigent Valerij Gergijev, Philips 442 796-2
- 2015 Anna Netrebko (Iolanta), Vitalij Kowaljow (René), Sergey Skorokhodov (Vaudémont), Lucas Meachem (Ibn-Hakia), Alexey Markov [ru] (Robert), Junho You (Almeric), Luka Debevec Mayer (Bertrand), Monika Bohinec (Martha), Theresa Plut (Brigitte), Slovenian Chamber Choir, Slovenian Philharmonic Orchestra, dirigent Emmanuel Villaume, Deutsche Grammophon 00289 479 3969 (živá nahrávka)